# Rurrenabaque
Rurrenabaque est une petite ville du nord de la Bolivie située sur les abords du fleuve Beni dans le département du Beni. Au cours des dernières années, elle est devenue populaire auprès des touristes internationaux en tant que porte d'entrée pour les visites du parc national Madidi (dans la forêt tropicale bolivienne) et de la pampa environnante. Ses habitants surnomment la ville « Rurre ».
Rurrenabaque est située dans la province de José Ballivián et est la quatrième ville (section municipale) de la province par sa population. Elle compte un total de 19 195 habitants.
Rurrenabaque se trouve sur la rive est du fleuve Beni. Il est prévu qu'un pont soit construit sur la rivière pour la connecter à la ville de San Buenaventura sur la rive ouest. Le pont fait partie d'un projet de route qui devrait être construit à partir de 2008. Il est censé considérablement améliorer les relations économiques entre les deux villes, qui ont traditionnellement été limitées par le coût du transport par bateau. Étant donné que la rivière s'élargit et devient simultanément moins profonde à la section de San Buenaventura, le courant devient beaucoup plus fort que sur de nombreuses autres sections de la rivière. La plupart des bateaux et des machines capables de traverser le tronçon de la rivière représentent un investissement au-delà des moyens de la plupart des familles boliviennes, alors qu'un pont permettra aux habitants de San Buenaventura de profiter de la même accessibilité que celle dont bénéficient Rurrenabaque vis-à-vis de la ville voisine de Reyes.

## Transport

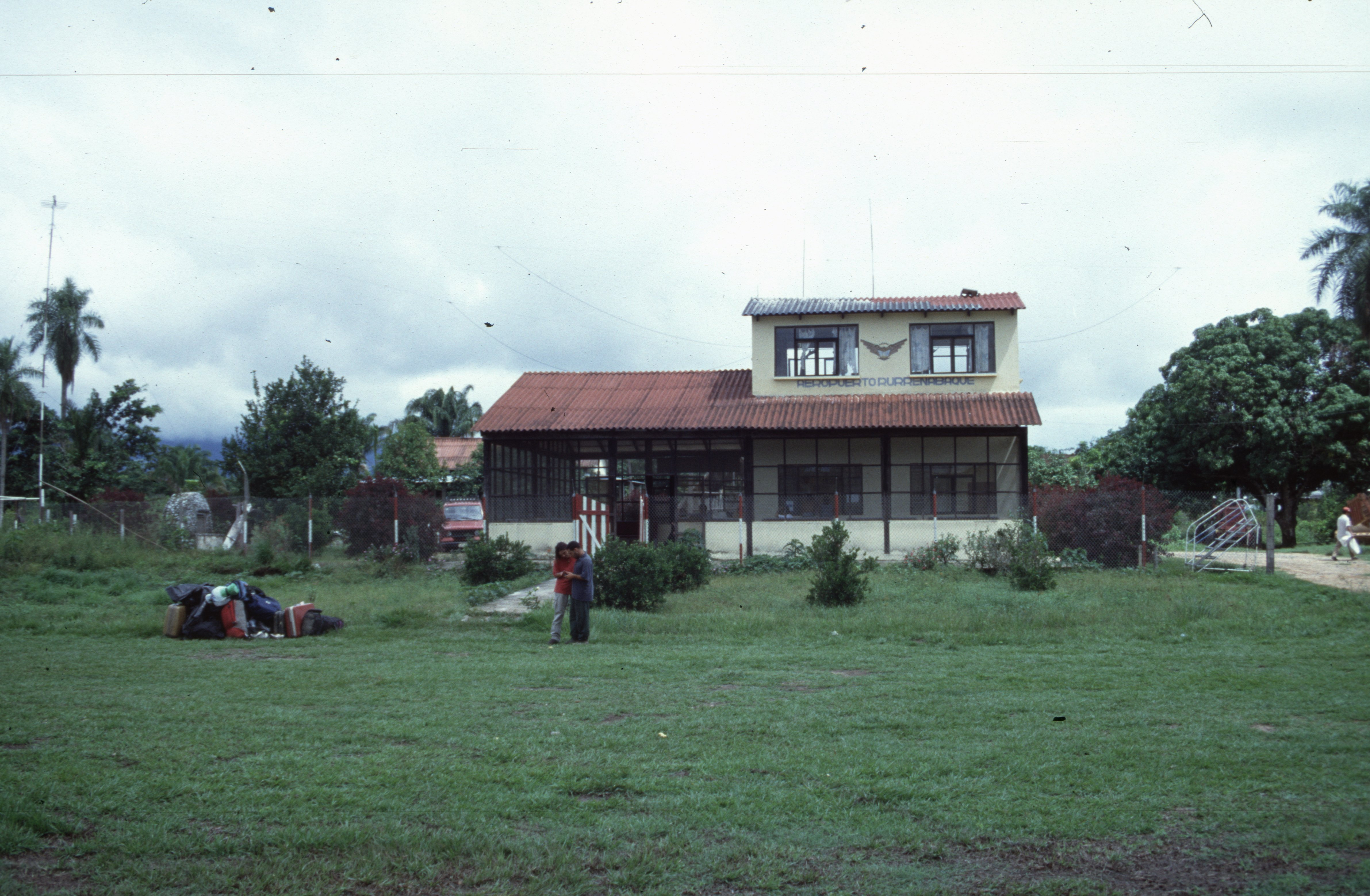
Aeroport de Rurrenabaque

Rurrenabaque est accessible en bus, à 410 km de La Paz (18 heures), en taxi (12 heures) ou par avion (45 minutes-1 heure). Trois compagnies aériennes ont des vols vers Rurrenabaque : Amaszonas, Aerocon et Transporte Aéreo Militar (TAM).
Les bus de La Paz passent par Coroico, à 470 km de La Paz.
Une nouvelle route a été ouverte à la fin de 2006, ce qui a entraîné la diminution de la plupart du trafic motorisé sur la précédente et dangereuse « Route de la mort », aujourd'hui très populaire pour les randonnées en vélo. La « Route de la mort » porte d'ailleurs le nom de Route des Yungas.
L'aérodrome de Rurrenabaque a été damé en 2010. La présence de nuages de faible altitude sur les montagnes voisines peut entraver la visibilité et donc empêcher les avions d'atterrir.
Un aéroport à proximité peut également être utilisé, celui de Reyes, qui est à 32 km, soit une heure en bus. Il n'y a pas de montagnes à proximité de Reyes, et l'aéroport a souvent de meilleures conditions météorologiques et moins de nuages de basse altitude. (Reyes est la capitale de la province de José Ballivián).

## Tourisme
À partir de Rurrenabaque, des excursions populaires vont de la jungle/forêt tropicale (« selva » en espagnol) à la pampa. La jungle/forêt au sud et à l'ouest de Rurrenabaque (y compris une partie du parc national de Madidi) et des excursions en bateau et à pied sont aussi envisageables. Il existe de nombreuses agences de voyages dans la ville qui offrent ces excursions.
Rurrenabaque est un point de départ pour l'écotourisme, et certains éco-cabines se trouvent dans la zone. Une option possible est Chalalan Ecolodge, géré par la communauté de San José de Uchupiamonas, à Chalalán sur la rivière de Tuichi. Un autre est l'EcoCamp de Berraco del Madidi : il s'agit du voyagiste situé dans le plus au cœur du parc national de Madidi. San Miguel del Bala Éco-Lodge est géré par la communauté de San Miguel del Bala, et se trouve sur les rives du fleuve Beni, accessible en 40 minutes en bateau depuis Rurrenabaque, en amont.

### Événements et fêtes
Le 2 février : Fiesta de Rurre (anniversaire de Rurrenabaque) - El dia de La Virgen de la Candelaria.

## Sources
- www.ine.gov.bo